# Domingo Traggia Uribarri
Domingo Mariano Traggia Uribarri Roncal e Idiáquez, marquès de Palacio, (Saragossa, 20 de novembre de 1744 - Badajoz, 14 de gener de 1816), va ser un militar, acadèmic i historiador espanyol.

## Biografia
Va ser soci de mèrit de la Societat Econòmica d'Amics del País, participant com a acadèmic en la Reial Acadèmia de la Història, en la de les Ciències Naturals i la de les Arts de Barcelona i també fou honorari de la de Sant Carles de València. Va col·laborar en el Diccionari Geogràfic i Històric de la Reial Acadèmia de la Història, aportant la descripció de la comunitat i partit de Daroca (Espanya). Va estar present en els descobriments arqueològics de Contrebia Leucade (La Rioja, Espanya) al costat del seu germà Joaquín Traggia i a Ocurris 1 Arxivat 2013-08-09 a Wayback Machine., Ubrique. També va ser nomenat cavaller de l'orde de Sant Jaume.
Ingressà a l'exèrcit i fou ascendit a alferes en 1762 i a capità en 1779, participant en el setge de Gibraltar. En 1781 fou ascendit a tinent coronel, en 1789 va ser governador militar i polític de Cervera del Río Alhama i en 1791 ascendit a coronel. En 1794 fou destinat al Ministeri de la Guerra i en 1797 ascendit a brigadier. En 1801 va participar en la Guerra de les Taronges contra Portugal.
Durant la Guerra del Francès el 6 de juliol de 1808 fou nomenat capità general de Catalunya per la Junta de Lleida. Va traslladar la seu de la Junta a Tarragona i en desembre fou destinat a Andalusia. En novembre de 1810 les Corts de Cadis el van nomenar capità general de València, on va treure el manifest A los nobles, píos y valerosos valencianos i va voler armar als orfes per fer front als francesos, cosa desaprovada pels seus superiors, que el van substituir per Joaquín Blake. Després d'això, la ciutat cauria a poder de l'enemic. En 1812 fou nomenat cap de la Junta Suprema d'Extremadura. Igualment va participar en un expedient format contra Francisco Cabarrús per exacció de moneda. També fou un dels signants de la Representación de los militares en favor de la Inquisición (1812).

## Obres
És autor de multitud d'obres i tractats de temàtica variada, des de militars a d'enginyeria, poètica, etcètera.